# Citrus (manga)
Citrus (シトラス, Shitorasu) is een Japanse yuri mangaserie geschreven en geïllustreerd door Saburouta. De manga verscheen voor het eerst in het magazine Comic Yuri Hime van Ichijnsha op 17 november 2012. De mangaserie wordt daarnaast ook in licentie in het Engels uitgegeven door Seven Seas Entertainment. Van de manga is een anime televisieserie gemaakt door Passione, welke werd uitgezonden tussen januari en maart 2018.

## Plot
Yuzu Aihara, een modieus, spontaan en vrolijk meisje uit de stad, verhuist na het hertrouwen van haar moeder naar een nieuwe wijk en nieuwe middelbare school. Doordat ze veel meer bezig is met jongens en winkelen dan met studeren heeft ze moeite met zich aanpassen aan de conservatieve meisjesschool waarop ze terecht is gekomen. Ze botst regelmatig met de studentenraad – en dan vooral met name met Mei Aihara, de hardwerkende, mooie maar ook "koude" studentenraadsvoorzitter.
Later blijkt dat Mei Yuzu's nieuwe stiefzuster is. Yuzu kan er niet tegen dat ze een kamer moet delen met een meisje dat ze niet kan uitstaan. De serie volgt de ontwikkeling van de relatie tussen beide zussen, waarbij de vijandigheid tussen beiden langzaamaan afneemt naarmate ze elkaar beter leren kennen. Verwarring bij Yuzu begint te groeien als ze ontdekt dat ze romantische gevoelens heeft voor haar nieuwe stiefzus.

## Personages

### Hoofdpersonen
Yuzu Aihara (藍原 柚子, Aihara Yuzu)
Yuzu is een zelfverklaarde gyaru en is de hoofdpersoon van het verhaal. Ze is de stiefzus van de jongere Mei Aihara. Haar vader overleed toen ze nog heel jong was. Ze heeft haar haar blond geverfd en heeft groene ogen. Ze is een gedurfd, openhartig en vaak schaamteloos enig kind dat naar een meisjesschool gaat nadat haar moeder hertrouwd is. Ze geniet ervan zich te verkleden, make-up te dragen en haar schooluniform aan te passen op manieren die in strijd zijn met de gedragscode van haar school, wat vaak tot discussies met de studentenraad leidt. Hoewel haar vroegere vrienden dachten dat ze behoorlijk ervaren was in daten en relaties, bekent ze dat ze nog nooit een vriendje heeft gehad. Hoewel ze soms behoorlijk duf is, slaagt ze er met hard werken in om de testresultaten te behalen in de top 100 van de school, tot Himeko's verrassing.
Kort nadat ze op haar nieuwe middelbare school is terechtgekomen, ontmoet ze de gelijkgestemde Harumi Taniguchi, waarmee ze meteen bevriend raakt. Deze twee worden vaak samen gezien als ze schoolregels overtreden.
In eerste instantie vindt ze Mei niet meteen leuk, omdat ze verward is door de koude houding en willekeurige seksuele advances van Mei. Ondanks dat verandert de frustratie van Yuzu uiteindelijk in een sterke romantische aantrekking richting Mei. Ze wil Mei beschermen en is daarbij veel bezig met welzijn van haar jongere stiefzus. Ze wil een goede oudere stiefzus zijn en dit blijkt ook uit het feit dat ze probeert de relatie tussen Mei en haar vader te verbeteren. 

Ze heeft een jeugdvriend genaamd Matsuri die dicht bij haar oude huis woonde. Ze zagen elkaar als zusters.
Mei Aihara (藍原 芽衣, Aihara Mei)
Mei is de mooie en serieuze voorzitter van de studentenraad, ereleerling, kleindochter van de schoolvoorzitter en nu de jongere stiefzus van Yuzu (hoewel de twee in dezelfde klas zitten). Ze is streng, koud en kalm, maar heeft een opvliegend karakter. Hoewel ze zeer gerespecteerd wordt door het studentenlichaam, kan ze bij gelegenheid wreed handelen of spreken. Deze eigenschap, evenals het feit dat Mei vaak seksuele avances naar haar toe doet eenvoudigweg gezien alleen om haar te manipuleren, frustreert Yuzu enorm. Voor Mei was aanvankelijk geregeld dat ze zou gaan trouwen met een leraar van haar school, maar Yuzu ontdekte later dat hij alleen van plan was om haar te gebruiken voor haar geld. Yuzu openbaarde overtredingen die deze leraar had begaan, wat leidde tot zijn vertrek. Naarmate Yuzu Mei meer leert kennen, blijkt ze tamelijk gevoelig en eenzaam te zijn, wat vaak de beschermende kant van Yuzu opwekt.
Mei keek ooit enorm op naar haar vader, in de overtuiging dat hij op een dag de voorzitter zou worden en zijzelf daarna. In plaats daarvan verliet hij zowel zijn positie als leraar als zijn dochter Mei. Hierdoor wordt Mei de opvolger van de school, waardoor de last op haar schouders terechtkomt. Mei bleef doorwerken, in de veronderstelling dat haar vader zou terugkomen. Haar vader heeft echter niet het plan om terug te keren naar de school. Wanneer ze hier achterkomt is ze boos en bitter tegenover haar vader. Hoewel ze wel graag haar relatie met haar vader wil verbeteren, worstelt ze om te accepteren wie hij is geworden. Ze voelt alsof er voor haar niets meer overblijft, op het zorgen voor de school na, waarvan ze dacht dat het haar veronderstelde doel in het leven was. Yuzu's invloed leidt haar er echter naartoe om de beschadigde relatie met haar vader te herstellen en zelf naar een doel in het leven te zoeken.
In de latere hoofdstukken van de manga beantwoord Mei Yuzu's romantische gevoelens tot op zekere hoogte, waardoor ze een beetje bezitterig wordt als Matsuri advances maakt richting Yuzu. Ze stelt zich open voor Yuzu en voelt zich schuldig wanneer ze van mening is dat Yuzu mogelijk onrustig of verdrietig is door haar acties. Ze zegt tegen Matsuri dat ze dankbaar is dat ze Yuzu heeft ontmoet.
Harumi Taniguchi (谷口 はるみ, Taniguchi Harumi)
Er wordt vaak naar haar gerefereerd met "Harumin" (はるみん). Ze bevriend Yuzu op de eerste dag van school en noemt zichzelf een "gyaru in vermomming". Hoewel ze zich heeft aangepast om op de school te passen, was ook Harumi een student van een andere school en verschilt ze nogal van de conservatieve meisjes om haar heen. Ze is vriendelijk, opmerkzaam, humoristisch, gemakkelijk in de omgang en een algehele goede vriend van Yuzu, die haar vaak troost en hulp verleent in de nasleep van het wel en wee van Yuzu's leven. Ze verstopt vaak spullen in haar decolleté. Ze heeft een oudere zus voor wie ze een beetje bang is.

### Aihara Academy
Himeko Momokino (桃木野 姫子, Momokino Himeko)
Himeko is een studentenraadslid en Meis jeugdvriend en huidige rechterhand. Ze komt uit een zeer rijke familie, heeft een chauffeur en minstens één butler. In het weekend is draagt ze lolitakleren. Ze is streng, recht door zee en jaloers. Ook heeft ze een nogal veranderlijke persoonlijkheid. Ze is verliefd op Mei en is erg bezitterig van haar, omdat ze jaloers wordt als Yuzu haar leven binnenkomt. Ze heeft een kleine hond met de naam Pucchi.

Kayo Maruta (丸田 加代, Maruta Kayo)
De tweede vicevoorzitter van de studentenraad, een verlegen tweedejaars student die heel dicht bij Harumi's zuster Mitsuko staat. Mitsuko was de voorzitter van studentenraad voordat Mei dat was.

Nene Nomura (野村 寧音, Nomura Nene)
Nene is een energieke eerstejaars die Yuzu als haar rolmodel ziet.
Suzuran Shiraho (白帆 鈴蘭, Shiraho Suzuran)
Suzuran is een erg oplettende derdejaars van de Aihara Academy. Ze is enorm verzot van Mei, omdat zij de enige is die zei niet kan "lezen". Omdat ze al haar vrije tijd aan observeren van Mei moet ze zomerklassen. Ze heeft een oudere stiefbroer.
Chairman (理事長, Rijichō)
Vader van Shō en grootvader van Mei. Hij had in eerste instantie een hekel aan Yuzu, omdat ze schoolregels brak. Yuzu wordt door hem van school gestuurd, nadat hij de kamer van Mei binnengelopen is en gezien heeft dat Mei Yuzu seksueel lastigvalt. Hij denkt echter dat Yuzu degene is die Mei seksueel lastigvalt, terwijl het juist omgekeerd is. Hij vergeeft haar nadat zij een ambulance gebeld heeft wanneer hij is flauwgevallen. Mei neemt als gevolg zijn taken over.

### Anderen
Matsuri Mizusawa (水沢 まつり, Mizusawa Matsuri)
Matsuri is enig kind, wier ouders altijd werken en niet echt opletten. Ze is de jeugdvriend van Yuzu die dicht bij haar woonde voordat ze naar de Aiharawoning verhuisde. Matsuri kan ondeugend zijn en plaagt ze graag mensen, vooral Yuzu en Harumi. Net als Mei neigt ze manipulatief te zijn op bepaalde momenten. Matsuri verdient haar geld met het versturen van nep masturbatie foto’s naar vreemde jongens waarvoor ze vervolgens flink betaalt krijgt. (Yuzu vindt dit niet kunnen)

Sara Tachibana (タチバナ・サラ, Tachibana Sara)
Sara is een student van een andere school. Ze wordt op het eerste gezicht verliefd op Mei. Nadat ze achter Meis relatie met Yuzu gekomen is, geeft ze op Mei op om liefde van Yuzu en Mei te ondersteunen. Sara is erg bijgelovig en gelooft vurig in dingen als geluk en lotsbestemming. Ze is erg kort en heeft een jongere tweelingzus, genaamd Nina.

Nina Tachibana (タチバナ・ニナ, Tachibana Nina)
Ze is de jongere tweelingzus van Sara, die toevallig veel groter is. Ze is sceptisch en gelooft niet in het lot. Ze maakt zich veel zorgen om Sara, dus probeerde ze haar te helpen door haar en Mei samen te laten komen. Daarbij probeerde ze te voorkomen dat Yuzu hen in de weg zou lopen.
Mitsuko Taniguchi (谷口 みつ子, Taniguchi Mitsuko)
Oudere zus van Harumi Taniguchi. Zij is de voormalige voorzitter van de studentenraad van de Aihara Academy.
Ichika (イチカ)
Een vriend van Nina en Sara. Ze lijkt degene te zijn geweest die Nina heeft voorgesteld aan Momoiro Shimai. Ze is ook de voorzitter van de studentenraad van haar school
Udagawa (宇田川)
De manager van het café waar Yuzu voor een bepaalde tijd parttime werkte, zodat ze een ring kon kopen voor Mei. Udagawa weet niet dat Mei de vriendin is van Yuzu. Later blijkt dat hij de verloofde van Mei is.

Kana (カナ) and Manami (まなみ)
Vrienden van Yuzu sinds de middelbare school. Ze verloren het contact toen Yuzu van school wisselde. Ze ontmoette hen opnieuw terwijl ze parttime in haar oude stad werkte. Ze onthulde aan haar tweede oude vrienden dat ze aan het daten was, maar kon niet vertellen dat ze met een meisje aan het daten was. Dit was vanwege homofobe uitspraken eerder. Een van hen heeft zwart haar en de ander heeft bruin haar.
Shō Aihara (藍原 翔, Aihara Shō)
Meis vader en stiefvader van Yuzu.
Ume Aihara (藍原 梅, Aihara Ume)
Yuzu's moeder en stiefmoeder van Mei.

## Media

### Manga
Citrus wordt geschreven en geïllustreerd door Saburouta. De manga kwam voor het eerst uit in het magazine Comic Yuri Hime van Ichijnsha op 17 november 2012. Ichijinsha heeft acht tankōbon-volumes uitgegeven sinds juli 2013. De mangaserie wordt in licentie in het Engels uitgegeven door Seven Seas Entertainment, welke daarmee begon in december 2014. De manga is ook gelicenseerd in Duitsland, Thailand, en Formosa.
| 1. "Love Affair?" 2. "One's First Love" 3. "Love My Sister×××" 4. "Sisterly Love?" - Extra: - Citrus+ 1: - "Couldn't Hide It" - "Harumin and Glasses-Senpai" (はるみんとメガネ先輩, Harumin to Megane-Senpai) - "Mei and Mr. Bear" (芽衣とクマさん, Mei to Kuma-san) |

| 5. "Love Me Do!" 6. "Under Lover" 7. "No Love" 8. "Out of Love" - Extra: - Citrus+ 2: - "A Bear Here, Too" - "Accident" - "Not Together" - Citrus+ 2.5: "Technical Difficulties" |

| 9. "Love or Lie!" 10. "Love of War" 11. "Love is Blind" 12. "Love is" - Extra: - Citrus+ 3: - "Hide it All You Want, Your Sister Will Find It" - "Teasing Onee-chan" - "It's Coming for Onee-chan" - "Matsuri and Harumin" |

| 13. "Winter of Love" 14. "The Course of Love" 15. "Love You Only" 16 "My Love Goes On And On" - Extra: - Citrus+ 4: "Sara and Mei" |

| 17. "To be in Love" 18. "Love Birds!?" 19. "Love and Friendship" 20. "Love Yourself" - Extra: - Citrus+ 5: - "My Older Sister Should Have Been More Careful" (お姉ちゃんはツメが甘い, Onee-chan wa Tsume ga Amai) - "My Younger Sister is Currently Jealous" (妹はヤキモチやき, Imōto wa Yakimochi Yaki) - "Mitsuko and Glasses-Senpai" (みつ子とメガネ後輩, Mitsuko to Megane-Senpai) - Leaflet: - "Nene's HaruYuzu Adventure" (ネネのはるゆず道, Nene no HaruYuzu Michi) - "Seeing New Facial Expressions......" (いろんな表情がみたいから……, Ironna Hyōjō ga Mitai Kara......) - "Love Triangle!?" (Chapter 17.5) |

| 21. "Dear Lover" 22. "Love Notes" 23. "The Way I Love" 24. "Not Give Up Love" - Extra: - Citrus+ 6: - "A Sign" - "Mei Aihara and Spicy Food" - Leaflet: - "Momoiro Shimai 1" (ももいろ姉妹①) - "Momoiro Shimai 2" (ももいろ姉妹②) |

| 25. "Love One Another" 26. "In Fear of Love" 27. "The One You Love" 28. "Love EXE." - Extra: - Citrus+ 7: - "I Don't Understand Your Taste" - "Aihara and Taniguchi" - "Study at Shiraho's House" |

| 29. "Summer of Love" 30. "Secret Love" 31. "Live to Love" 32. "Lovey Dovey" - Extra: - Citrus+ 8: - "Papa and mama" |

| 33. "Form of love" 34. "My love and your love" 35. "Love actually" 36. "Whereabouts of love" - Extra: - Citrus+ 9 |

| 37. "Love is over...?" 38. "In love because" 39. "With love" 40. "Love your life" 41. "Love forever" - Extra: - Citrus+ 10 |

### Anime
Een anime gebaseerd op de manga, geschreven door Takeo Takahashi en geanimeerd door Passione, werd op AT-X tussen 6 januari en 24 maart 2018 uitgezonden. Het openingslied is "Azalea" (アザレア, Azarea) van Nano Ripe en sluitingslied is "Dear Teardrop" van Mia Regina. Crunchyroll deed een simulcast van de anime, terwijl Funimation een Engels gesproken versie uitzond.
| Nr. | Titel                  | Uitzenddatum     |  |
| --- | ---------------------- | ---------------- |  |
| 1   | love affair!?          | 6 januari 2018   |  |
| 2   | one's first love       | 13 januari 2018  |  |
| 3   | sisterly love?         | 20 januari 2018  |  |
| 4   | love me do!            | 27 januari 2018  |  |
| 5   | under lover            | 3 februari 2018  |  |
| 6   | out of love            | 10 februari 2018 |  |
| 7   | love or lie!           | 17 februari 2018 |  |
| 8   | war of love            | 24 februari 2018 |  |
| 9   | love is                | 3 maart 2018     |  |
| 10  | winter of love         | 10 maart 2018    |  |
| 11  | love you only          | 17 maart 2018    |  |
| 12  | my love goes on and on | 24 maart 2018    |  |